# Podkowa Leśna Wschodnia
Podkowa Leśna Wschodnia – przystanek Warszawskiej Kolei Dojazdowej położony przy ul. Króliczej i Wschodniej w Podkowie Leśnej.

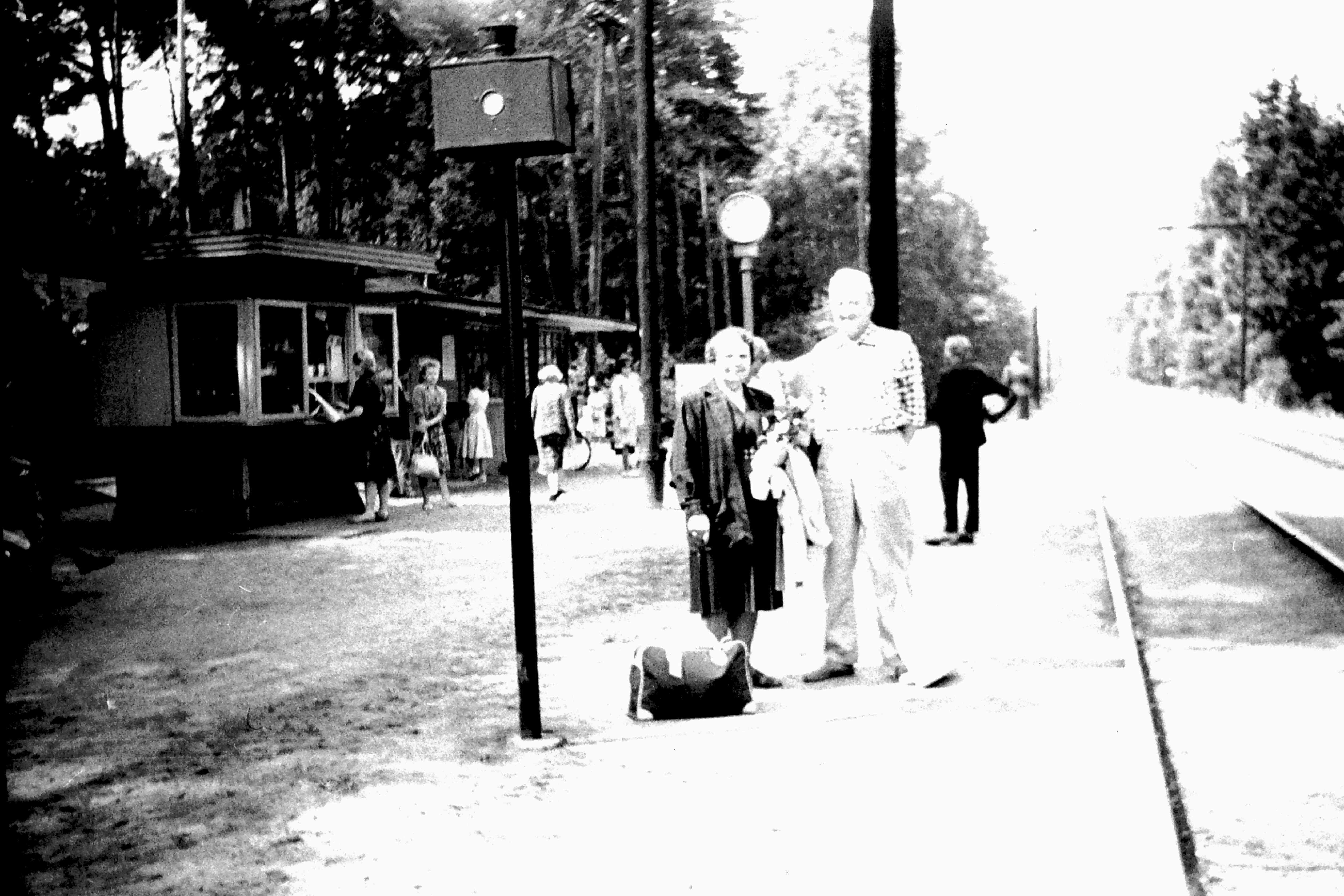
Peron odjazdów do Warszawy (widok w stronę Podkowy Leśnej Głównej) - zdjęcie z około 1960 roku

W roku 2022 dzienna wymiana pasażerska na przystanku wyniosła 200-299 osób.
| Linia | Trasa | Takt       |
| ----- | --- | ---------- |
|       | Warszawa Śródmieście WKD - Pruszków WKD - Podkowa Leśna Wschodnia - Podkowa Leśna Główna - Grodzisk Maz. Radońska | 15/60 min. |
|       | Warszawa Śródmieście WKD - Pruszków WKD -Podkowa Leśna Wschodnia- Podkowa Leśna Główna - Milanówek Grudów         | 30/60 min. |

## Opis przystanku

### Perony
Przystanek składa się z dwóch peronów bocznych leżących naprzeciwko siebie. Każdy peron posiada jedną krawędź peronową.

### Punkt sprzedaży biletów
Na przystanku znajduje się automat biletowy. 

### Przejazd kolejowy
Na zachodniej głowicy peronów, przy wejściu na przystanek, znajduje się przejazd kolejowy. Łączy on ul. Króliczą z ul. Wschodnią.